# طباخ السلطان (مسلسل)
طباخ السلطان (بالتركية: Yamak Ahmet)‏ هو مسلسل تركي تم إنتاجة في عام 2013 من بطولة نخبة من ألمع نجوم الدراما التركية وعلى رأسهم
Kemal Uçar ، Başak Parlak ، Yusuf Atala Mutlu Güney ، Burhan Yıldı،.يعد من أحد أفضل ما قدمته الدراما التركية الحديثة على شاشات التليفزيون التركي

## القصة
تحكي أحداثه عن أيام السلاطين العثمانيين، وعن القصور التي عاش فيها هؤلاء السلاطين. يتناول المسلسل أيضا ما كان يدور داخل قصور السلاطين العثمانيين، كما يروي قصة علاقة حب نشأت بين الشاب أحمد والذي كان يعمل طباخاً في قصر أحد سلاطين الدولة العثمانية، وبين الفتاة الحسناء التي كانت تعمل معه في ذات القصر العثماني وتدعى ديلروبا. يعرض المسلسل تفاصيل تلك العلاقة وقصة الحب التي نشأت ويكشف عن كل ما يتعلق بالولائم الرمضانية وما اعتاد سلاطين الدولة العثمانية أن يقدموه ويتناولوه على موائد إفطارهم وسحورهم في شهر رمضان المبارك.ويحكي المسلسل عن طباخين السلطان وقصص عشقهم والفراق و لقاء.